# Charles Nicolas François Brisout de Barneville
Charles Nicolas François Brisout de Barneville (Paris, 11 juillet 1822 - Saint-Germain-en-Laye, 2 mai 1893) est un entomogiste français, spécialiste des orthoptères et des coléoptères. 
Président de la Société entomologique de France (1873), ses collections sont conservées à la Société. 
Il est le petit-fils de Nicolas Denis François Brisout de Barneville et le fils de Louis Nicolas Brisout de Barneville, chevalier de la Légion d'honneur.